# Prove strutturate di valutazione
Le prove strutturate costituiscono un mezzo per la verifica e per la misurazione delle conoscenze. Vengono usate principalmente in ambito didattico per misurare e valutare l'acquisizione delle conoscenze da parte degli alunni. Normalmente sono costituite da test a risposta chiusa in cui l'alunno deve scegliere, tra varie risposte, quella esatta. Le istituzioni dell'educazione formale devono prevedere i diversi tipi di prove strutturate di valutazione nella stesura del progetto educativo.

Tra i principali tipi di domande (item) i più frequenti sono:

1. Domanda a scelta multipla
2. Domanda a Vero/Falso
3. Domanda a risposta multipla
4. Domanda a corrispondenze
5. Domanda a completamento
6. Domanda di sequenza logica.

Nell'attuazione pratica della valutazione, le prove strutturate vengono eseguite distribuendo agli alunni dei fogli con le domande che possono essere composte da un solo tipo o da più tipi di domanda (domande a scelta multipla, domande a Vero/Falso, ecc). Gli alunni indicheranno la risposta che reputano esatta con una crocetta.

Le prove strutturate sono particolarmente indicate per la misurazione delle conoscenze, principalmente, nell'ambito delle discipline tecnico-professionali.

Una domanda di questo tipo è articolata generalmente in un quesito con due o più risposte predeterminate tra cui l'alunno deve scegliere quella che ritiene esatta. Le indagini didattiche basate su domande di tipo strutturato permettono la oggettività delle rilevazioni delle conoscenze degli alunni. Tale oggettività discende dalle seguenti considerazioni:

1. non è possibile alcun equivoco nella decodificazione del dato da parte dell'insegnante in quanto si richiede all'alunno di rispondere ad un quesito ben preciso (stimolo chiuso) e di formulare la risposta scegliendo tra le varie opzioni in cui è già predeterminata quella esatta (risposta chiusa);
2. chiunque proceda alla correzione non potrà che ricavare gli stessi dati informativi;
3. a tutti gli alunni della classe, nello stesso momento, si richiede la stessa prestazione, rispondere cioè alle medesime domande formulate allo stesso.

Tali prove naturalmente sono valide solo se non siamo in presenza di attività di cheating. Si parla di misurazione delle conoscenze perché ad ogni domanda, in caso di risposta esatta, può essere associato un punteggio differente in base alla difficoltà della domanda stessa. Sommando i punteggi delle varie domande che compongono la prova si ottiene un indice numerico che esprime il grado di conoscenza dell'alunno.